# Хуан Пабло Монтоја
Хуан Пабло Монтоја (шп. Juan Pablo Montoya; Богота, 20. септембар 1975) је бивши возач Формуле 1.

## Биографија
Монтоја је рођен у Боготи у Колумбији 20. септембра 1975. године. Прве кораке ка каријери возача Ф1 начинио је још 1981. са својих шест година када је почео да се бави картингом. Са својих девет година постао је Национални шампион у картингу у дечјој класи, затим 1986. Карт шампион у локалној и националној јуниорској класи. 1990. постигао је значајнији успех поставши првак јуниорског светског шампионата у картингу у Лонату у Италији. Ову титулу одбранио је и следеће 1991. године у Лавалу у Француској. 1992. се већ озбиљније примакао Формули 1 када је учествовао на тркама Формуле Рено у својој родној Колумбији где је освојио 4 победе и 5 пол позиција од укупно 8 трка. Надаље је низао успехе у многим већим светским тркама као што је Формула 3000. 1997. године постаје Вилијамсов тест-возач.

## Тркачка каријера

#### КАРТ серија
Монтоја је 1997. и 1998. возио у Формули 3000, где је у обе сезоне забележио одличне резултате возећи за Супернова тим, освојивши друго место у шампионату 1997, а затим и титулу 1998.
Године 1999, Монтоја одлази у Америку и потписује за Чип Ганаси Рејсинг у КАРТ серији, у коме је заменио шампиона из 1998, Алекса Занардија, који је прешао да вози за Вилијамс у Формули 1, тим са којим је Монтоја имао блиске везе - заправо, Монтојин одлазак у КАРТ серију је био део договора Френка Вилијамса, шефа Вилијамс Ф1 тима, и Чип Ганаси тима, за који је до тада возио Занарди. Монтоја је импресионирао у својој првој сезони и освојио шампионску титулу, са укупно седам победа и шест пол позиција, чиме је постао најмлађи шампион у историји КАРТ серије. Истовремено, добио је и награду за рукија године и потпуно надмашио свог тимског колегу Џимија Васера, који је био шампион КАРТ серије само три године раније, и вицешампион 1998. Монтоја је освојио титулу и 212 бодова, док је Васер завршио на деветом месту у шампионату, са укупно 104 бода и само два подијума.
Године 2000, је била мање успешна за Монтоју и његов тим, након промене шасије и преласка на Тојотине моторе. Монтоја је имао брзину, али је тим имао доста проблема са кваровима, па је због честих кварова само три пол позиције претворио у победу и завршио сезону на деветом месту. Ова сезона је била невероватно неизвесна, па је тако Монтоју, деветопласираног у шампионату и шампиона Жила де Ферана раздвајало 42 бода (де Ферану је за титулу било потребно 44 бода мање него Монтоји претходне сезоне - 168), док је разлика између четвртог у шампионату Кенија Брека и Монтоје била само 9 бодова. Тимски колега Џими Васер, упркос томе што је победио једном, а Монтоја три пута, завршио је сезону на шестом месту, са пет бодова више од Колумбијца. Монтоја се исте године заједно са својим тимом и тимским колегом Васером такмичио и у трци 500 миља Индијанаполиса, који је организовала тада ривалска Инди Рејсинг Лига (2008. је дошло до уједињења ИРЛ-а и КАРТ серије, након банкрота КАРТ серије), а Монтоја је потпуно доминирао легендарном трком, водио на 167 кругова од 200 и победио, чиме је постао први возач од 1966. који је из првог покушаја победио на Инди 500 трци. У лето 2000. објављено је да ће Монтоја од 2001. прећи у Формулу 1, и да је потписао уговор са Вилијамсом, који је са својим новим партнером и снабдевачем моторима, немачким гигантом БМВ-ом, имао велике амбиције за будућност.

#### Формула 1 (2001—2006)
Године 2001, Монтојина дебитантска сезона у Формули 1, прошла је знатно испод очекивања и за Монтоју и за тим Вилијамс. На својој дебитантској трци, ВН Аустралије, квалификовао се читав секунд иза тимског колеге Ралфа Шумахера, а онда у трци одустао због квара на мотору. ВН Малезија није прошла ништа боље - поново је био знатно спорији од Ралфа Шумахера у квалификацијама, а трку завршио већ у трећем кругу, након грешке начињене на кишној стази. Ипак, Монтоја је на трећој трци сезоне у Бразилу импресионирао. Прво је изванредним претицањем преузео вођство у трци од тада троструког шампиона Михаела Шумахера, а онда имао сигурно вођство све до 38. круга, када је његову трку окончао Јос Ферштапен, кога је Монтоја претекао за цео круг, направивши грешку приликом кочења и ударивши у Монтоју, који је услед судара морао одмах да одустане. Тимски колега Ралф Шумахер је победио у Сан Марину, а Монтоја морао да одустане услед проблема са квачилом. Прву трку у каријери успео је да заврши на ВН Шпаније, и то на другом месту, иза победника Михаела Шумахера. Све до ВН Италије, Монтоја је углавном завршавао трке због бројних кварова, али и појединих судара, са изузетком ВН Европе, на којој је освојио друго место, и ВН Британије, коју је завршио као четврти. На ВН Немачке је освојио пол позицију и водио 22 круга, али је још једном морао да одустане због квара на мотору. Ипак, прву победу у каријери је остварио на ВН Италије у Монци, где је такође освојио и пол позицију. На претпоследњој трци сезоне у САД, Монтоја је такође конкурисао за победу, али је још једном морао да одустане због квара. Сезону је завршио освајањем другог места у Јапану. Монтоја је завршио на шестом месту у шампионату возача, са укупно 31 бодом, 18 мање од тимског колеге Ралфа Шумахера, који је победио три пута, док је Монтоја победио једном и освојио три пол позиције.
Године 2002, година је донела потпуну доминацију Ферарија и Михаела Шумахера - италијански тим је победио на 15 од 17 трка, а Вилијамс само на једној (Ралф Шумахер у Малезији), упркос томе што је Монтоја те сезоне чак седам пута освојио пол позицију. Вилијамс је претекао Мекларен у шампионату конструктора, завршивши сезону на другом месту у конкуренцији конструктора, док је Монтоја успео да надмаши тимског колегу Ралфа Шумахера, освојивши 50 бодова и треће место у шампионату, далеко иза оба возача Ферарија, док је Ралф Шумахер имао 42 бода и завршио не четвртом месту у шампионату. Четири друга места била су најбољи резултати које је Монтоја остварио 2002.
Године 2003, је Вилијамс био далеко конкурентнији Ферарију него претходне сезоне, што се показало већ на првој трци сезоне у Аустралији, када је Монтоја испустио извесну победу девет кругова пре краја - Колумбијац је направио грешку, извртео се на стази, успео да се врати, али иза Дејвида Култарда, Меклареновог возача, па је трку завршио на другом месту. Све до седме трке у Монаку, Монтоја и Вилијамс нису успевали да понове брзину из Аустралије - његову сезону су до тада обележила одустајања због кварова и удеси, па је у пет трка освојио само осам бодова. Ипак, све се променило од ВН Монака, када је Мишелин донео нове спецификације гума, које су изузетно одговарале Вилијамсу. Монтоја је победио у Монаку и започео најбољи низ у каријери од осам узастопних подијума, од којих је један био и победа са пол позиције на ВН Немачке, па се две трке пре краја сезоне Монтоја нашао само три бода иза петоструког шампиона Михаела Шумахера у Ферарију. Његове наде за освајање титуле окончане су већ на следећој трци у САД, након инцидента са Рубенсом Барикелом, другим возачем Ферарија. Монтоја је трку завршио тек на шестом месту, а Шумахер победио, па је Колумбијац за само једну трку изгубио и математичке шансе за титулу, јер је имао десет бодова мање од Шумахера, али и четири победе мање, што је Немцу у односу на Монтоју гарантовало титулу без обзира на резултат у Јапану. Једини који је имао шансе да угрози Шумахерову титулу је био Кими Раиконен из Мекларена, Монтојин будући тимски колега. На крају, Шумахер је освојио 93 бода, Раиконен 91 а Монтоја 82, чиме је још једном завршио шампионат на трећем месту. Другу сезону заредом је успео да надмаши тимског колегу Ралфа Шумахера, који је освојио 58 бодова и пето место у шампионату. У новембру 2003, Монтоја, коме је остала још једна година уговора са Вилијамсом, објавио је да ће од 2005. постати возач Мекларена.
Године 2004, је за Монтоју била транзициона година. Његов однос са Вилијамсом био је нарушен још 2003 - Монтоја је у интервјуу 2016. изјавио да део кривице за то припада и њему, али и да је осећао да тим Вилијамс-БМВ не иде у правом смеру. Резултати су били значајно слабији него 2003, чиме је, поред апсолутне доминације Ферарија и Михаела Шумахера, допринело и то што су се БАР-Хонда и Рено значајно побољшали и претекли и Вилијамс и Мекларен. Сезону је обележио и удес Монтојиног тимског колеге Ралфа Шумахера на ВН САД, када је услед пуцања гуме ударио у зид и задобио озбиљне повреде, због којих је морао да пропусти шест трка. Монтоја је током 2004. услед правила која је нарушио Вилијамс дисквалификован два пута узастопно, у Канади и САД, што га је коштало 13 освојених бодова. Први пут у каријери није успео да током једне сезоне освоји пол позицију, а сезону и опроштај од Вилијамса је завршио једином победом за њега и тим током 2004. У коначном поретку, Монтоја је заузео пето место у шампионату, са 58 бодова, док је Вилијамс пао на четврто место у конкуренцији конструктора, што је био њихов најслабији пласман у последњих пет сезона. Тим је поред Монтоје напустио и Ралф Шумахер, који је прешао у Тојоту.
Године 2005, Монтоја је почео да вози за Мекларен, а његова одлука да напусти Вилијамс се показала исправном, јер је Вилијамс додатно пао у поретку, а Мекларенов болид МП4-20 био најбржи те сезоне. Међутим, прва половина сезоне је била изузетно тешка за Колумбијца. Након само две трке, Монтоја се повредио играјући тенис, па је због повреде рамена морао да пропусти трке у Бахреину и Сан Марину. Вратио се на ВН Шпаније, где је освојио тек седмо место, а његов тимски колега Рејконен победио, претекавши Монтоју за цео круг. Шансу за добрим резултатом у Монаку пропустио је због инцидента који је направио на тренингу, па је кажњен брисањем времена из квалификација и пребацивањем на зачеље. У трци је још једном победио Рејконен, док је Монтоја завршио на петом месту. Након још једне лоше трке у односу на Рејконена на ВН Европе, где је освојио тек седмо место, Монтоја је у Канади напокон имао шансу за добрим пласманом, водио је до 48. круга, а затим није имао среће са изласком возила безбедности на стазу, које је изашло тачно испред Монтоје, који једини није могао да оде у бокс, за разлику од осталих возача, након чега је Монтоја направио велику грешку и приликом изласка из бокса у следећем кругу прошао кроз црвено светло, због чега је дисквалификован. Да се то није десило, Мекларен би вероватно успео да забележи дуго чекану двоструку победу. Након још једне трке за заборав у Француској, када је у квалификацијама био скоро секунд спорији од Рејконена, а потом због квара одустао у трци, Монтоја је напокон имао одличну трку на ВН Британије, када је победио испред водећег у шампионату Фернанда Алонса и тимског колеге Рејконена, који је другу трку узастопно због промене мотора био кажњен померањем десет места уназад у односу на позицију освојену у квалификацијама. На ВН Немачке, Монтоја је упропастио шансу за пол позицију у последњој кривини, када је направио грешку и ударио у зид, због чега је морао да крене са последњег места на гриду, а Рејконен освојио пол позицију. Монтоја је ипак показао колико је Мекларен брз у трци, јер је са 20. места дошао до другог у трци, па је донекле спасио свој и Мекларенов викенд (Рејконен је водио, али је због квара морао да одустане у 43. кругу). У Мађарској је морао да одустане због квара 29 кругова пре краја, док се налазио на првом месту, а затим имао још једну солидну трку у Турској, где је у последњем кругу имао инцидент са возачем кога је претицао за цео круг, Тијагом Монтеиром из Џордана, због чега је изгубио друго место и завршио на трећем, па је Мекларен још једном остао без двоструке победе, на коју је тим чекао још од ВН Аустрије 2000. На ВН Италије, Монтоја је у квалификацијама освојио друго место, иза Раиконена, али је Финац још једном кажњен померањем десет места уназад због промене мотора, па је Монтоја први пут у сезони кренуо са пол позиције и претворио је у победу - водио је у трци током сва 53 круга, чиме је забележио другу победу у сезони. На ВН Белгије, чинило се да ће Мекларен напокон доћи до двоструке победе, али је Монтоју четири круга пре краја ударио заостали возач Антонио Пицониа, слично инциденту који је Монтоја имао са Јосом Ферштапеном у Бразилу 2001, због чега је Колумбијац морао да одустане и уместо другог места остао без бодова. Монтоја, који је одавно изгубио шансу за титулу, је у договору са тимом одлучио да помогне Кимију Раиконену да смањи заостатак за Фернандом Алонсом, што је показао и у Белгији, када је пропустио Раиконена без борбе до првог места, али је Алонсо имао велику предност и шансу да трећим местом у Бразилу освоји титулу, иако су после Бразила остале још две трке до краја сезоне. Мекларен је показао своју брзину у Бразилу, Монтоја је доминирао трком од трећег до последњег круга, а Рејконен био на другом месту, одмах иза. Међутим, с обзиром на то да се Алонсо налазио на трећем месту, које му је у сваком случају доносило титулу, није било потребе да Монтоја пропусти Рејконена, тако да је Монтоја забележи трећу победу у сезони, а Рејконен завршио на другом месту, чиме је Мекларен напокон дошао до двоструке победе и преузео прво место у шампионату конструктора. Ипак, бизарни инциденти Монтоје у последње две трке коштали су тим титуле - судар са Жаком Вилневом у Јапану, а затим одустајање у Кини када је налетео на отворени шахт за одвод воде на стази. На крају је Монтоја завршио тек на четвртом месту у шампионату возача, са 60 бодова, два мање од трећепласираног Михаела Шумахера (од кога је, додуше, наступио и на три трке мање) и чак 52 бода мање од тимског колеге Рејконена, који је сезону завршио на другом месту, са 112 бодова и победио седам пута.
Године 2006. се испоставила као последња сезона у Формули 1 за Хуан Пабла Монтоју. У децембру 2005. за Мекларен је потписао шампион Фернандо Алонсо, чији уговор са Меклареном је ступао на снагу од сезоне 2007, а Рејконен и Монтоја су се налазили у последњој години уговора. Сезона 2006. је за Мекларен била далеко слабија од претходне, у којој је тим забележио 10 победа на 19 трка. Тим је одмах на почетку сезоне напустио дугогодишњи технички директор Ејдријан Њуи, а Мекларен се није најбоље снашао у новој сезони која је обиловала променама - нови V8 мотори и нови систем квалификација довели су до исхода да су Рено и Ферари били бржи од Мекларена, а врло близу се нашла и Хонда. На отварању сезоне у Бахреину, Монтоја је потпуно подбацио - освојио је пето место, и два пута био претекнут од стране Џенсона Батона из Хонде, упркос томе што је Мекларенова пит-екипа успела да након оба пита стопа доведе Монтоју испред Батона. На истој трци, тимски колега Рејконен, који је после квара у квалификацијама морао да стартује са последњег, 22. места, успео да дође до подијума, освојивши треће место. Монтоја је завршио трку чак 37 секунди иза победника Алонса у Реноу и 18 иза Рејконена, упркос томе што је стартовао са петог места, а Финац са последњег. Мекларенов заостатак је био евидентан на другој трци сезоне у Малезији - Монтоја се квалификовао на шестом месту, Рејконен на седмом, са заостатком од целе секунде у односу на освајача пол позиције Физикелу из Реноа. Рејконен је због судара одустао већ у првом кругу, а Монтоја успео да заврши на четвртом месту, потпомогнут казном коју је добио Михаел Шумахер из Ферарија, а заостатак за победником Физикелом је био готово идентично велики ономе из Бахреина - 37 секунди. На ВН Аустралије, Мекларен је изгледао најбрже током, испоставиће се целе сезоне 2006 - Рејконен је завршио трку непуне две секунде иза победника Алонса, а Монтоја имао шансу да освоји треће место, коју је пропустио када је у 46. кругу прејако ударио у ивичњак, након чега се угасио мотор, а он био принуђен да одустане. Иако је Мекларен био значајно спорији од Ферарија и Реноа у Сан Марину, Монтоја је, за утеху, био целог викенда бржи од Рејконена и трећим местом дошао до првог подијума у сезони. Лошу трку и брзину коју је приказао на ВН Европе употпунило је одустајање због квара на мотору осам кругова пре краја. Након катастрофалне трке у Шпанији, на којој се квалификовао тек на 12. месту, и одустао на почетку трке услед грешке, Монтоја је у Монаку, испоставиће се касније, дошао до последњег подијума у каријери, освојивши друго место након што су Рејконен и Марк Вебер из Вилијамса одустали због кварова. Лоша трка на ВН Британије, на којој је Монтоја завршио на шестом месту, са више од једног минута заостатка за победником Алонсом и 50 секунди иза тимског колеге Раиконена, ипак је донела Монтоји последње бодове у његовој каријери - Монтоја је освојио шесто место и три бода. Лоша сезона настављена је у Канади - Монтоја је у квалификацијама био читав секунд спорији од Рејконена, а онда завршио трку у 17. кругу, када је ударио у зид. Кулминацију Монтојине лоше форме представљала је ВН САД, када је на старту трке ударио у тимског колегу Рејконена, што је изазвало ланчани судар, у коме су учествовали и Џенсон Батон и Скот Спид, па су оба возача Мекларена завршила трку већ у првој кривини. Недељу дана касније, Монтоја је саопштио да на крају сезоне напушта Ф1 и да се враћа у САД, у НАСКАР серију тркачких аутомобила. Само дан касније, Мекларен је саопштио да Монтоја престаје да вози за тим са моменталним ефектом, и да ће га већ од ВН Француске заменити тест возач тима Педро де ла Роса. Овим је Ф1 каријера колумбијског возача завршена, са укупно 7 победа, 13 пол позиција, 12 најбржих кругова и 30 подијума. Две године након повлачења, Монтоја је 2008. добио понуду Торо Роса да вози за њих у сезони 2009, али је није прихватио.

## Статистике
- Број вожених трка - 95
- Број завршених трка - 63
- Број финиша на подијуму - 30
- Број финиша са бодовима - 57
- Број победа - 7
- Број пол позиција - 13
- Број најбржих кругова - 12